# Могаунг
Могаунг је град на северу Мохњинског рејона, на југу савезне државе Качин, која се налази у северном делу Мјанмарске Уније. Налази са на прузи Мандалеј-Мичина.